# リゾートトラストレディス
リゾートトラストレディスは1990年より毎年行われている女子プロゴルフトーナメントであり、テレビ朝日系列局である静岡朝日テレビ及び名古屋市に本社を置くリゾート開発会社のリゾートトラストの共催により行われている。2024年現在、賞金総額1億4000万円、優勝賞金2520万円。2020年は新型コロナウイルス感染拡大のため中止となった。

## 大会の歴史
- 1990年より「帝産・クリナップビューティーズ」としてスタート。当時はランキング対象外トーナメントだった。1992年に「リゾートトラスト・クリナップビューティーズ」に改題し、1993年に「リゾートトラスト・クリナップレディス」に改題。それと同時に日本女子プロゴルフ協会の賞金ランキング対象トーナメントに昇格し、1995年より現在の大会名称に変更した。

- 大会開始当初は静岡県内のゴルフ場で行われていたが、1993年以降は毎年もしくは数年に一度リゾートトラストが管理するゴルフ場で持ち回り開催される形式になっている。

## 各賞について
- 優勝者の副賞にはリゾートトラストが運営するエクシブの会員権10年分が贈呈される。
- また最終日のみであるが、パー3のホールにはホールインワン賞が設けており、達成者には賞金800万円が授与される。

## 歴代優勝者・開催コース
| 帝産・クリナップビューティーズ             | 帝産・クリナップビューティーズ | 帝産・クリナップビューティーズ | 帝産・クリナップビューティーズ |
| ------------------------------------------ | ------------------------------ | ------------------------------ | ------------------------------ |
| 1990年                                     | 樋口久子                       | 静岡県                         | 菊川CC                         |
| 1991年                                     | 黄壁洵                         | 静岡県                         | 菊川CC                         |
| リゾートトラスト・クリナップビューティーズ |                                |                                |                                |
| 1992年                                     | 池渕富子                       | 静岡県                         | 菊川CC                         |
| リゾートトラスト・クリナップレディス       |                                |                                |                                |
| 1993年                                     | 島袋美幸                       | 岐阜県                         | スプリングフィールドGC         |
| 1994年                                     | 曽秀鳳                         | 山梨県                         | メイプルポイントGC             |
| リゾートトラストレディス                   |                                |                                |                                |
| 年                                         | 優勝者名                       | 開催地                         | 開催ゴルフ場                   |
| 1995年                                     | 呉明月                         | 山梨県                         | メイプルポイントGC             |
| 1996年                                     | 橋本愛子                       | 山梨県                         | メイプルポイントGC             |
| 1997年                                     | 村口史子                       | 愛知県                         | セントクリークGC               |
| 1998年                                     | 原田香里                       | 山梨県                         | メイプルポイントGC             |
| 1999年                                     | 高村博美                       | 愛知県                         | セントクリークGC               |
| 2000年                                     | 不動裕理                       | 岐阜県                         | スプリングフィールドGC         |
| 2001年                                     | 高村亜紀                       | 徳島県                         | グランディ鳴門GC               |
| 2002年                                     | 我妻弘津江                     | 徳島県                         | グランディ鳴門GC               |
| 2003年                                     | 不動裕理                       | 愛知県                         | ザ・トラディションGC           |
| 2004年                                     | 茂木宏美                       | 静岡県                         | グランディ浜名湖GC             |
| 2005年                                     | 川崎充津子                     | 福島県                         | グランディ那須白河GC           |
| 2006年                                     | 中田美枝                       | 福島県                         | グランディ那須白河GC           |
| 2007年                                     | 上田桃子                       | 福島県                         | グランディ那須白河GC           |
| 2008年                                     | 全美貞                         | 滋賀県                         | ザ・カントリークラブ           |
| 2009年                                     | 全美貞                         | 滋賀県                         | ザ・カントリークラブ           |
| 2010年                                     | 甲田良美                       | 長野県                         | グランディ軽井沢GC             |
| 2011年                                     | 横峯さくら                     | 長野県                         | グランディ軽井沢GC             |
| 2012年                                     | 全美貞                         | 長野県                         | グランディ軽井沢GC             |
| 2013年                                     | 比嘉真美子                     | 兵庫県                         | 関西ゴルフ倶楽部               |
| 2014年                                     | テレサ・ルー                   | 兵庫県                         | 関西ゴルフ倶楽部               |
| 2015年                                     | テレサ・ルー                   | 山梨県                         | メイプルポイントGC             |
| 2016年                                     | 表純子                         | 徳島県                         | グランディ鳴門GC36             |
| 2017年                                     | 姜秀衍（カン・スーヨン）       | 奈良県                         | オークモントGC                 |
| 2018年                                     | 岡山絵里                       | 兵庫県                         | 関西ゴルフ倶楽部               |
| 2019年                                     | 原英莉花                       | 静岡県                         | グランディ浜名湖GC             |
| 2020年                                     | 大会中止                       | 静岡県                         | グランディ浜名湖GC             |
| 2021年                                     | 勝みなみ                       | 愛知県                         | セントクリークGC               |
| 2022年                                     | 小祝さくら                     | 山梨県                         | メイプルポイントGC             |
| 2023年                                     | 山下美夢有                     | 静岡県                         | グランディ浜名湖GC             |
| 2024年                                     | 岩井明愛                       | 兵庫県                         | 関西GC                         |
| 2025年                                     | 稲垣那奈子                     | 徳島県                         | グランディ鳴門GC36             |

## テレビ放送
- 3日目は静岡朝日テレビ（以下SATV）及び名古屋テレビ（メ〜テレ）が生放送[注釈 5]。BS放送のBS朝日でも時差放送。最終日はテレビ朝日系列全国24局ネットで中継録画される。なお、最終日に試合が延長の場合におけるBS朝日でのリレー放送は実施していなかったが、2017年から19年まで実施されていた。
  - 鳴門開催の場合は、最終日を四国放送（JRT・日本テレビ系列）が深夜に録画時差ネットで放送[注釈 6]。
  - なお静岡県外で開催される場合でも、SATVを制作局としており、開催地地元局[注釈 7]は制作協力、または技術協力でのクレジットとなる（テレビ朝日や開催地以外の系列局が複数加わる場合もあり、2021年はテレビ朝日・朝日放送テレビ・メ～テレ・九州朝日放送が、2022年はメ～テレ以外の前記3社と長野朝日放送が参加した。また技術会社ではテイクシステムズ・テレテックなどが参加）。また実況はSATVのアナウンサーが務める。
  - 全国ネット番組であるため、制作クレジットは2020年まで使用していた愛称の「あさひテレビ」は使用せず「静岡朝日テレビ」であった。2021年は「SATV」のロゴマークも使用している。
  - このトーナメントが始まるまで、静岡地区でのプロゴルフ中継はTBS系の静岡放送が「静岡オープンゴルフトーナメント」を主催及び全国放送するのみであったが、スポンサーの撤退などで大会は2002年をもって終了しており、2003年以降において在静の放送局が主催及び番組制作を担当するプロゴルフ大会は当大会のみである。
- この他、CS放送のスカイAで、「スカイA ゴルフシリーズ」として3日目・最終日の前半9ホールを生中継する。

## 参考
- 日本女子プロゴルフ協会 帝産・クリナップビューティーズ、リゾートトラストレディス